# Rūta Meilutytė
Rūta Meilutytė (ur. 19 marca 1997 w Kownie) – litewska pływaczka, specjalizująca się w stylu klasycznym oraz dowolnym na krótkich dystansach.

## Kariera
Mistrzyni Olimpijska 2012 z Londynu na dystansie 100 m stylem klasycznym, była rekordzistka świata na tym dystansie (1:04,35 min). Jest najmłodszym w historii Litwy sportowcem, który zdobył złoty medal olimpijski. Jest to także pierwszy medal olimpijski w pływaniu dla Litwy.
Na mistrzostwach świata w 2013 pobiła dwa rekordy świata w stylu klasycznym: na 100 m – wynik 1:04,35 jest o 10 setnych sekundy lepszy od poprzedniego rekordu, który od 7 sierpnia 2009 należał do Jessiki Hardy; oraz na dystansie o połowę krótszym.
22 maja 2019 roku ogłosiła zakończenie kariery sportowej. 
Trzy miesiące później została zdyskwalifikowana na 2 lata za unikanie kontroli antydopingowych w okresie od marca 2018 r. do kwietnia 2019 r.
W grudniu 2021 roku powróciła do pływania.

## Życie prywatne
Urodziła się w Kownie. Ma dwóch starszych braci, Margirisa i Mindaugasa. Jej matka zginęła w wypadku samochodowym, gdy Ruta miała 3 lata. Następnie wraz z ojcem i rodzeństwem wyjechała do Wielkiej Brytanii.  Obecnie mieszka i trenuje w Plymouth.

## Osiągnięcia sportowe

### Igrzyska olimpijskie
| Miejsce | Dzień    | Rok  | Miejscowość | Konkurencja            | Czas biegu  | Strata | Zwycięzca |
| ------- | -------- | ---- | ----------- | ---------------------- | ----------- | ------ | --------- |
| 1.      | 30 lipca | 2012 | Londyn      | 100 m – styl klasyczny | 1:05,47 min | -      | -         |

### Mistrzostwa świata
| Miejsce | Dzień      | Rok  | Miejscowość | Konkurencja            | Czas biegu  | Strata   | Zwycięzca       |
| ------- | ---------- | ---- | ----------- | ---------------------- | ----------- | -------- | --------------- |
| 1.      | 30 lipca   | 2013 | Barcelona   | 100 m – styl klasyczny | 1:04,45 min | -        | -               |
| 2.      | 4 sierpnia | 2013 | Barcelona   | 50 m – styl klasyczny  | 29,59 s     | + 0,07 s | Julija Jefimowa |

## Rekordy świata
| Data                 | Miejsce   | Konkurencja                          | Rezultat | Status                      |
| -------------------- | --------- | ------------------------------------ | -------- | --------------------------- |
| 29 lipca 2013        | Barcelona | 100 m stylem klasycznym (basen 50 m) | 1:04,35  | do 25 lipca 2017 Lilly King |
| 3 sierpnia 2013      | Barcelona | 50 m stylem klasycznym (basen 50 m)  | 29,48    | do 30 lipca 2017 Lilly King |
| 29 lipca 2023        | Fukuoka   | 50 m stylem klasycznym (basen 50 m)  | 29,30    | do 30 lipca 2023            |
| 30 lipca 2023        | Fukuoka   | 50 m stylem klasycznym (basen 50 m)  | 29,16    | aktualny                    |
| 12 października 2013 | Moskwa    | 100 m stylem klasycznym (basen 25 m) | 1:02,36  | aktualny                    |

## Odznaczenia
- Wielki Krzyż Komandorski Orderu „Za Zasługi dla Litwy” – 2012[7][8]